# Edin-Ådahl
Edin-Ådahl je bila švedska grupa od 1977. do 1994. Sastojala se od braće Bertila & Lassea Edin i Simona & Franka Ådahla. Grupa je najpoznatija po svom hitu "Som en vind" iz 1990. s kojim su pobijedili na Melodifestivalenu. Na Pjesmi Eurovizije 1990. su završili na 16. mjestu. Sljedeće godine su završili 2. na Melodifestivalenu.